# Boulevard de los Héroes
El bulevar de Los Héroes es una arteria vial muy importante en la ciudad de San Salvador, comienza desde la 49 avenida norte que conecta por las inmediaciones de la alameda Juan Pablo II hasta la Universidad de El Salvador si se recorre del sur al norte.
Su nombre conmemora a las tropas salvadoreñas que regresaron de la guerra de 1969 entre El Salvador y Honduras,  y en la actualidad se constituye en uno de los principales ejes viales para acceder a muchos de los centros comerciales, hoteles, escuelas y hospitales que se encuentran en la capital salvadoreña.

## Centros comerciales
A la altura de la avenida Los Andes y el bulevar de Los Héroes se ubica el centro comercial  Metrocentro San Salvador, que fue abierto en los años 1970, en San Salvador. 
La construcción demoró un año y su inauguración se llevó a cabo el 23 de marzo de 1970, cuenta con más de 1,000 establecimientos comerciales y es el centro comercial más grande en Centroamérica.
Es el centro comercial de mayor tamaño y más visitado de la región, registrando aproximadamente 1.700.000 visitantes al mes.
Fue el primero que construyó el salvadoreño Grupo Roble de la cadena Metrocentro en la región, siendo el más grande de toda Centroamérica.
El centro comercial Metrocentro San Salvador está interconectado con el hotel 5 estrellas Hotel Real InterContinental San Salvador, así como también con el Teatro Luis Poma.

## Teatros
El bulevar de Los Héroes da acceso al Teatro Luis Poma, una institución dedicada a la promoción de las artes escénicas en el país, y que cuenta con salas de exposiciones, bar, boletería y camerinos. 
Las instalaciones del Teatro Luis Poma se encuentran dentro del centro comercial Metrocentro San Salvador. Su primera función se realizó el 11 de junio de 2003, y desde su inauguración el director artístico ha sido Roberto Salomón, director de teatro reconocido en El Salvador.